# Thánh Ngôn Hiệp Tuyển
Thánh Ngôn Hiệp Tuyển là thiên thơ của đạo Cao Đài.
Thánh Ngôn Hiệp Tuyển có nghĩa là:
a- Hội Thánh lập nên một ban bộ để tuyển chọn lời dạy của Đức Chí Tôn hay các Đấng Thần, Thánh, Tiên, Phật tạo ra Thánh Ngôn Hiệp Tuyển.
b- Còn một nghĩa ẩn nữa là nhân sự trong ban bộ đó có khả năng ứng hiệp với thiêng liêng khi tuyển chọn để nhận được hướng dẫn cần thiết.
c- Trong việc xem xét đó có khi đem một bài ra cắt xén bớt rồi để thành một bài riêng hay cho kết hợp với một bài khác.
Có những phần hay những bài không cần phải đưa vào.
Thánh Ngôn Hiệp Tuyển Q.1 được Hội Thánh in năm 1927.
Thánh Ngôn Hiệp Tuyển Q.2 được Hội Thánh in năm 1963.
Ngày nay đến Tòa Thánh Tây Ninh nhìn lên Bát Quái Đài "phần lộ thiên" phương Nam "cung Khảm" ta thấy có hình 2 cuốn thiên thơ ở đó.

## Các bản in
Tháng 1 năm 1928, Hội Thánh Đại Đạo Tam Kỳ Phổ Độ Tòa Thánh Tây Ninh kết tập một số Thánh giáo từ thời khai Đạo (1925-1927) và in thành quyển Thánh Ngôn Hiệp Tuyển, Quyển thứ nhứt (Thánh Ngôn Hiệp Tuyển 1), dày 102 trang (14,8 x 22,2 cm), ấn loát tại nhà in Tam Thanh (số 108-110 place Maréchal Foch, Đa Kao, Sài Gòn) do Bảo Thế Lê Thiện Phước (1895-1975) làm chủ.([1])
Thánh Ngôn Hiệp Tuyển 1 gồm 88 bài, không kể phần Thi Văn Dạy Đạo. Hiện nay tạm ghi nhận đã được tái bản tám lần như sau:
- Bản in năm Tân Mùi 1931 Thái Hòa ấn quán của Hội Thánh (Long Thành, Tây Ninh).
- Bản in năm Tân Mùi 1948 nhà in Bảo Tồn (175 đại lộ de la Somme, Sài Gòn).
- Bản in năm Tân Mùi 1950 nhà in Võ Văn Vân (Sài Gòn).
- Bản in năm Tân Mùi 1955, 1957 nhà in Hoàng Hải (Sài Gòn).
- Bản in năm Tân Mùi 1964, 1969 nhà in Tuyết Vân (Sài Gòn).
- Bản in năm Tân Mùi 1972 nhà in Sơn Châu (Sài Gòn).
- Bản in năm Tân Mùi 1973 (không ghi tên nhà in, nơi in).

Mãi đến 1963, Hội Thánh Cao Đài Tòa Thánh Tây Ninh mới in tiếp Thánh Ngôn Hiệp Tuyển, quyển thứ nhì (Thánh Ngôn Hiệp Tuyển 2), dày 98 trang (14 x 20 cm), ấn loát tại nhà in Tuyết Vân (367 Trần Hưng Đạo, Sài Gòn).
Thánh Ngôn Hiệp Tuyển 2 gồm 86 bài, không in Thi Văn Dạy Đạo.
Hiện nay tạm ghi nhận đã được tái bản ba lần (in thêm Thi Văn Dạy Đạo):
- Bản in năm 1966 nhà in Tuyết Vân (Sài Gòn).
- Bản in năm 1970 không ghi nhà in.
- Bản in năm 1972 nhà in Sơn Châu (Sài Gòn).

So với các Thánh giáo được lưu lại trong hai quyển Đạo Sử Xây Bàn của Nữ Đầu Sư Hương Hiếu (1887-1971) thì hai quyển Thánh Ngôn Hiệp Tuyển 1-2 có nội dung ít hơn, tức là Hội Thánh đã chọn lọc và bớt lại khá nhiều.

## Trách nhiệm tuyển soạn
Theo Hiền Tài Đức Nguyên Nguyễn Văn Hồng, trách nhiệm tuyển soạn hai quyển Thánh Ngôn Hiệp Tuyển 1 và 2 như sau:
- Thánh Ngôn Hiệp Tuyển 1 do các Chức sắc cao cấp là Thượng Phẩm Cao Quỳnh Cư (1888-1929), Bảo Pháp Nguyễn Trung Hậu (1892-1961) và Đầu Sư Ngọc Lịch Nguyệt (thế danh Lê Văn Lịch, 1890-1947) biên soạn.
- Thánh Ngôn Hiệp Tuyển 2 hình thành do Đạo lịnh số 032/ÐL ngày 12 tháng 9 năm 1926, của Thượng Sanh Cao Hoài Sang (1901-1971), trao nhiệm biên soạn tuyển lựa cho Hiến pháp Trương Hữu Ðức (1890-1976).

## So sánh các bản in với nhau
- Thánh Ngôn Hiệp Tuyển quyển 1:

Hai bản in vào hai năm: 1928 và 1931 có một vài chỗ khác biệt nhau:
Trang 19 Thánh Ngôn Hiệp Tuyển Quyển I -1931 có bỏ một đoạn ngắn gồm 6 dòng: "Bổn hội nghe... Ngọc Hoàng Tự", của trang 19 Thánh Ngôn Hiệp Tuyển Quyển I - 1928.
Trang 49 Thánh Ngôn Hiệp Tuyển Quyển I bản in 1931 bỏ bài Thánh Giáo "Minh Tân Ðàn" trang 43 của Thánh Ngôn Hiệp Tuyển một bản in 1928, gồm ba bài nhỏ:
Ngã Thái Thượng Lão Quân giáng đàn.
Ngã Tề Thiên Ðại Thánh giáng đàn.
Lê Sơn Thánh Mẫu.
Như vậy, hai quyển Thánh Ngôn Hiệp Tuyển quyển một bản in năm 1928 và Thánh Ngôn Hiệp Tuyển quyển một bản in năm 1931 có hai chỗ khác biệt nhau, còn các chỗ khác đều giống nhau.
Các quyển Thánh Ngôn Hiệp Tuyển quyển 1 in vào các năm khác sau này: hoặc là in giống theo Thánh Ngôn Hiệp Tuyển quyển một bản in năm 1928, hoặc là in giống theo Thánh Ngôn Hiệp Tuyển quyển một bản in năm 1931, kể ra:
In giống Thánh Ngôn Hiệp Tuyển quyển một bản in năm 1928: có các quyển in các năm 1955, 1964, 1969, 1972.
Ðặc biệt, quyển 1955, Hội Thánh Cao Đài Tòa Thánh Tây Ninh có in các bài dịch Việt văn ngay phía dưới các bài Thánh Ngôn Pháp văn.
Ngoài ra, các quyển in từ năm 1964 trở về sau, Hiến pháp Trương Hữu Ðức bỏ bớt 20 bài thi Tứ tuyệt Hán văn trong Thi Văn Dạy Ðạo, và có in thêm ở cuối sách 8 bài dịch Việt văn của các bài Thánh Ngôn Pháp văn phía trước.
In giống Thánh Ngôn Hiệp Tuyển quyển một bản in năm 1931: có các quyển in năm 1950, 1957.
Ðặc biệt, bản in năm 1950, có đánh số thứ tự các bài Thánh Ngôn, đánh số các bài thi Ðường luật và Tứ tuyệt trong phần Thi Văn Dạy Ðạo, và làm Mục lục Ðại ý.

## Nội dung của Thánh Ngôn Hiệp Tuyển
Thánh ngôn hiệp tuyển là những lời giáng cơ dạy đạo gồm hai quyển.
Thánh ngôn hiệp tuyển quyển 1
Thánh ngôn hiệp tuyển quyển 2